# Port Wemyss
Port Wemyss (gälisch: Bun Othan) ist eine kleine Ortschaft auf der schottischen Hebrideninsel Islay. Sie befindet sich im Süden der Halbinsel Rhinns of Islay nahe dem Rhinns Point, welcher den südlichsten Punkt der Halbinsel markiert. Bowmore, der Hauptort der Insel, liegt etwa 15 km in nordöstlicher Richtung; der Fährhafen Port Ellen etwa 20 km westsüdwestlich gelegen. Die nächstgelegene Ortschaft ist das wenig hundert Meter entfernte Portnahaven.
Die Ortschaft liegt oberhalb der felsigen Küstenlinie und ist durch die wenige hundert Meter entfernt liegende Insel Orsay vor den Unbilden des Atlantischen Ozeans geschützt. Nördlich führt die in Portnahaven endende A847 vorbei, die in Bridgend von der A846 abzweigt, und die Ortschaft an das Straßennetz anbindet.

## Geschichte
In den 1830er Jahren ließ Walter Frederick Campbell, der Laird von Islay, verschiedene Ortschaften auf der Insel errichten, im Wesentlichen, um Wohnraum für die im Zuge der Highland Clearances von ihren Ländereien vertriebene Bevölkerung zu schaffen. Neben Port Ellen, Port Charlotte und Portnahaven gehörte auch Port Wemyss zu diesen Plansiedlungen. In einem Bebauungsplan aus dem Jahre 1833, der Zeit der Gründung Port Wemyss’, ist der D-förmige Grundriss der Ortschaft zu erkennen, der bis heute besteht. Sie ist nach Campbells Schwiegervater, dem 8. Earl of Wemyss and March benannt. 1961 lebten dort 53 Personen.